# 汪月霞
汪月霞（1936年—2023年3月22日），女，汉族，浙江洞头人，中华人民共和国政治人物，曾任洞头先锋女子民兵连首任连长，亦是黎汝清小说《海岛女民兵》及根据该小说改编电影《海霞》女主角的原型；第四、五、六届全国人大代表，第五届全国人大常委会委员。